# Fires of Rebellion
Fires of Rebellion er en amerikansk stumfilm fra 1917 af Ida May Park.

## Medvirkende
- Dorothy Phillips som Madge Garvey.
- William Stowell som John Blake.
- Lon Chaney som Russell Hanlon.
- Belle Bennett som Helen Mallory.
- Golda Madden som Cora Hayes.